# ブロッキング (紙)
ブロッキングとは、加工された紙の表面に過重な圧力が加わることなどが原因で、重なった紙同士がくっついてしまうことをいう。
紙への印刷においては、インキが乾く前に紙を重ねてしまうと、ブロッキングを起こすことがある。この現象が起こった場合、そのまま次の工程に進むと、くっついた用紙がはがれる際に印刷面や紙がむけて傷ついてしまう。インキの盛り過ぎや、いったん乾燥したインキの戻り（再粘着現象）などの原因により起こることがある。これを防ぐため、ブロッキング防止用パウダーを印刷面全体に吹き付けることがある。